# Pikaia gracilens
Pikaia gracilens és un animal extint conegut a partir d'un fòssil del Cambrià mitjà trobat a prop del Mont Pika, al Burgess Shale de la Colúmbia Britànica. Va ser descobert per Charles Walcott, i ell va ser el primer a descriure'l, el 1911. Basant-se en l'òbvia i regular segmentació del cos, en Walcott el va classificar com a membre dels Polychaeta. S'assembla a un peix que encara existeix, conegut com a llanceta.
Durant la seva revisió de la fauna de Burgess Shale el 1979, el paleontòleg Simon Conway Morris va classificar Pikaia gracilens com a cordat, convertint-lo potser en l'avantpassat més antic conegut dels vertebrats moderns, perquè semblava tenir una notocorda dorsal molt primitiva.
D'uns 5 cm de longitud, Pikaia nedava per sobre el fons marí usant el cos i la cua. És possible que s'alimentés filtrant partícules de l'aigua a mesura que nedava. Fins ara només se n'ha trobat 60 espècimens.